# Albert Guillon
Albert Guillon (Meaux, 1801 – Venezia, 1854) è stato un compositore francese.

## Biografia
Guillon studiò presso la scuola della cattedrale Notre Dame de Paris con Pierre Desvignes, e successivamente presso il  Conservatoire de Paris per studiare contrappunto con François-Joseph Fétis e composizione musicale con Henri Montan Berton. Fu contrabbassista presso l'Opéra-Comique.
Nel 1824 vinse il Prix de Rome con la cantata Agnès Sorel. Dopo il soggiorno a Villa Medici a Roma 1826-27 si stabilì a Venezia dove compose l'opera Maria di Brabante, e nel 1830 fu rappresentata al Teatro La Fenice.